# Et ferieland ved skov og strand
Et ferieland ved skov og strand er en dansk dokumentarfilm instrueret af Jess Jessen.

## Handling
Optagelser omkring og i Dronninglund: Vinterlandskab omkring Dronninglund Kirke, tøvejr og forårets komme - køer på marken. Dronninglund Hovedgård og kirke i forårsdragt. Egnen er rig på oldtidsminder: gravhøje pryder landskabet, og tæt ved hovedvejen findes ruiner af Hundslund Kirke fra år 1350. I Dronninglund Storskov kan naturelskere gå på opdagelse - og som fra en svunden tid dukker en række folkedansere op under det nyudsprungne bøgehang. Familier tager stadig på forårsudflugt og picnic i skoven, og drenge klatrer op på Ønskestenen.
Verdens største hestemarked i Hjallerup med handel og tivolimarked. På dyrskuet i Dronninglund mødes folk og præsenterer deres dyr. Og så er der den årlige byfest, hvor børnene kan slå sig løs i optog gennem byens gader, med Cikus Fiducia og teaterforestilling på tivolipladsen. Hesteoptog gennem byen og ringridning på festpladsen. På Hotel Dronninglund kan man overnatte midt i byen.
Optagelser fra Asaa: Turisterne valfarter til Asaa Kro. Det lille tog "Havstrygeren" fragter folk fra byen til stranden. Årets store begivenhed i Asaa er hestevæddeløbet, der samler 10.000 tilskuere. Der afvikles både travløb og galopderby. Hverdagslivet i byens stråtækte huse og livet på havnen. Asaas badestrand er den bedste på østkysten. Try Højskole, Hjemstavnsmuseet samt Dorf Mølle og Voergaard Slot, opført i slutningen af 1500-tallet, er også turistattraktioner. Filmen slutter med optagelser fra Gerå.